# معلم‌کلا (آمل)
معلم‌کلا ، روستایی از توابع بخش دشت‌سر شهرستان آمل در استان مازندران ایران است.

## جمعیت
این روستا در دهستان دشت‌سر غربی قرار دارد و براساس سرشماری مرکز آمار ایران در سال ۱۳۸۵، جمعیت آن ۹۶۴ نفر (۲۳۶خانوار) بوده‌است.